# شهرستان لو او-ریشولیو
شهرستان لو او-ریشولیو (به انگلیسی: Le Haut-Richelieu Regional County Municipality) یک منطقهٔ مسکونی در کانادا است که در ناحیه مونترژی واقع شده‌است. شهرستان لو او-ریشولیو ۹۹۹٫۷۰ کیلومتر مربع مساحت و ۱۱۴٬۳۴۴ نفر جمعیت دارد.